# Tarmo Hämeenlinna
Tarmo Hämeenlinna je finski hokejski klub iz Hämeenlinne, ki je bil ustanovljen leta 1903. Z dvema naslovoma finskega državnega prvaka je eden uspešnejših finskih klubov. 

## Lovorike
- Finska liga: 2 (1947/47, 1948/49)